# Eclecticus chungii
Eclecticus chungii – gatunek roślin z monotypowego rodzaju Eclecticus z rodziny storczykowatych (Orchidaceae). Epifit występujący w Tajlandii, Laosie i Kambodży na wysokości 300–500 m n.p.m. Rośliny kwitną wiosną i latem.

## Systematyka
Gatunek sklasyfikowany do podplemienia Aeridinae w plemieniu Vandeae, podrodzina epidendronowe (Epidendroideae), rodzina storczykowate (Orchidaceae), rząd szparagowce (Asparagales) w obrębie roślin jednoliściennych.